# Европейская народная партия Молдовы
Политическая партия «Сила Диаспоры» (рум. Partidul Politic Forța „Diasporei”) — политическая партия в Республике Молдова. Образована 26 июля 2015 года. До марта 2023 года партия носила название Европейская народная партия Молдовы (рум. Partidul Popular European din Moldova). Председателем партии стал Николай Рапча.

## Руководство
- Николай Рапча — председатель ЕНПМ.

## История
26 февраля 2015 года Юрий Лянкэ объявил о выходе из Либерал-демократической партии Молдовы (ЛПДМ) по причине того, что нынешняя ЛДПМ сильно отличается от партии, которая была в последние годы. Также причиной является то, что ЛДПМ нарушила обещание гражданам не находиться в сотрудничестве с Партией коммунистов Республики Молдова, а также из-за назначения миноритарного правительства из ЛДПМ и ДПМ, поддержанный ПКРМ. Будучи назначенным кандидатом на должность премьер-министра на второй срок, Юрий Лянкэ основывался на поддержке проевропейских партий, включая Либеральную партию, а не на поддержке коммунистов.
После ухода из Либерал-демократической партии Молдовы Юрий Лянкэ объявил о создании нового политического проекта. В ответ на это заявление, представители ЛДПМ стали регистрировать возможные названия новой партии в Агентстве интеллектуальной собственности Молдовы. Среди создателей партии является большинство из уходивших из ЛДПМ, из состава правительства Лянкэ, а также экс-министр молодёжи и спорта Октавиан Цыку и политик Оазу Нантой.
26 июля 2015 года состоялся учредительный съезд Европейской народной партии Молдовы, на котором председателем партии был избран экс-премьер-министр Республики Молдова Юрий Лянкэ, а первым вице-председателем — экс-вице-премьер-министром по реинтеграции Евгений Карпов. 14 августа 2015 Министерство юстиции Республики Молдова зарегистрировало партию. 21 августа 2015 из партии ушёл Октавиан Цыку. 19 сентября 2015 состоялось первое заседание Национального политического совета партии, на котором были назначены четыре вице-председателя, политическое бюро, генеральный секретарь, национальный и международный секретарь.

## Результаты на выборах
В преддверии местных выборов 2015 года ввиду того, что партия не была зарегистрирована, Европейская Народная партия Молдовы приняла решение участвовать в выборах в составе сформированного Избирательного блока «Европейская народная платформа Молдовы - Юрие Лянкэ». В блок также вошли Либерал-реформаторская партия, Партия «Демократическое действие» и Партия «Демократия дома». Однако 6 мая 2015 партия «Демократия дома» объявила о выходе из состава блока.
На всеобщих местных выборах 2015 года блок получил следующие результаты:
- Муниципальные и районные советы — 7,61 % голосов и 67 мандатов.
- Городские и сельские советы — 5,90 % голосов и 512 мандатов.
- 27 кандидата партии были избраны примарами (3,01 %).

На выборах президента Республики Молдова 2016 года кандидатом стал председатель партии Юрий Лянкэ. В первом туре он набрал 44 065 голоса (3,11 %), заняв четвёртое место, и не прошёл во второй тур.